# Нго Ван
Нго Ван Сюет (вьет. Ngô Văn Xuyết, также известный как Нго Ван, 1913 — 1 января 2005) — вьетнамский революционер, сперва троцкист, а затем левый коммунист. Представитель направления историографии вьетнамской революции, согласно которому рабочее движение страны находилось «под перекрестным огнём» между французскими колонизаторами и Коммунистической партией Индокитая Хо Ши Мина.

## Троцкистский активист, Сайгон, 1927—1940 гг.
Нго Ван покинул свою деревню в возрасте 14 лет, чтобы работать на металлургическом заводе в Сайгоне. Вскоре он стал участвовать в забастовках и демонстрациях в поддержку свободы собраний, печати и образования. Его коллега, получивший образование в средней школе, познакомил его с французской литературой, журналистикой Нгуен Ан Ниня и Хо Хыу Тыонга. Когда-то считавшийся «теоретиком контингента вьетнамской коммунистической партии в Москве», Хо Хыу Тыонг стал лидером левой оппозиционной (троцкистской) группы «Октябрь» («Тхангмыой», Tháng Mười). Выступая против генеральной линии Коммунистической партии Вьетнама, считая её, в частности, националистической, группа призвала сблизиться с рядовыми рабочими и строить массовую партию.
В 1936 году Нго Ван разошёлся с товарищами — остальными троцкистами, желавшими продолжить сотрудничество со «сталинистами» в рамках единого фронта вокруг еженедельной газеты La Lutte и представления общего «рабочего списка» на выборах в муниципалитет Сайгона и в совет Кохинхины. Вместе с Хо Хыу Тыонгом он присоединился к Лиге коммунистов-интернационалистов за построение Четвёртого Интернационала (образованной Лу Сань Ханем в 1935 году). В результате ими был запущен еженедельник Le Militant (в котором были опубликованы «Завещание Ленина» с предупреждениями о Сталине и полемика Троцкого против коминтерновской стратегии «Народного фронта») и агитационный бюллетень Thay Tho («Наёмные работники»).
Нго Ван был встревожен делом Нгуен Чунг Нгует, отбывающей самое продолжительное наказание среди женщин-заключенных. Насколько он понял, Нгует была замешана (вместе с Тон Дык Тхангом, который позже станет первым президентом объединенного Вьетнама) в казни партией молодого товарища, обвинённого в том, что в отношениях с активисткой он не «пренебрегал своими личными чувствами до той степени, чтобы всецело посвятить себя революции». Для Вана это стало иллюстрацией того, «как легко партия профессиональных революционеров может установить авторитарный контроль над всеми аспектами жизни».
Сам Нго Ван также неоднократно подвергался арестам, в промежутках между заключениями участвуя в поддержке крупных забастовок 1937 года на верфях и железных дорогах. Судя по частоте антитроцкистских предупреждений в подпольной коммунистической прессе, влияние оппозиционеров на волнения рабочих было «значительным», если не «преобладающим». Он также выпустил брошюры на вьетнамском языке, в которых осуждал сталинские репрессии (Московские процессы) и разбирал динамику синдикализма.
В апреле 1939 года он вновь участвовал в революционной борьбе на улицах — как отмечал его позднейший биограф, то бы «единственный случай до 1945 года, когда, пусть и кратковременно, но курс „перманентной революции“, ориентированный на оппозицию рабочих и крестьян колониализму, победил на политической арене сталинистскую „теорию двух стадий“». На выборах в колониальный совет Кохинхины «Объединённые рабочие и крестьяне», возглавляемые Та Тху Тау из теперь уже полностью троцкистской группировки La Lutte одержали победу, обойдя и Демократический фронт вокруг Коммунистической партии, и буржуазных конституционалистов. Однако Ван списывал электоральные успехи сторонников Четвёртого Интернационала на довольно конъюнктурные причины — протест избирателей против нового французского налога «на оборону Индокитая» (который Коммунистическая партия в духе франко-советского соглашения сочла своим долгом поддержать — в итоге, даже генерал-губернатор Бревье хвалил её за то, что, в отличие от троцкистов, «понимает, что интересы аннамских масс сближают их с Францией»).
Ситуация изменилась после Пакта Молотова — Риббентропа 23 августа 1939 года, когда Москва приказала вернуться к прямой конфронтации с французами. Коммунисты подняли крестьянское восстание на юге, свидетелем кровавого подавления которого был Нго Ван, как раз сосланный в дельту Меконга.

## Сайгонское восстание сентября 1945 года
Возможность для открытой политической борьбы вернулась с официальной капитуляцией японских оккупантов в августе 1945 года. Стремительное развитие событий продемонстрировало как влияние троцкистов в Сайгоне, так и их изоляцию от севера страны. Ван и его товарищи были мало знакомы с тамошними событиями, когда Хо Ши Мин 2 сентября 1945 года провозгласил в Ханое Демократическую Республику Вьетнам. Отсутствие связи стало «до боли очевидным», когда они обнаружили, что «не имеют возможности узнать, что происходит» в свете сообщений о том, что в угольном регионе к северу от Хайфона 30 000 рабочих (при невмешательстве побежденных японцев) избирали советы по управлению шахтами, коммунальными службами и транспортом и применяли принцип равной оплаты труда (Несколько месяцев спустя они получили сообщение о том, что «Демократическая республика» — во имя национального единства — разгромила коммуну).
В самом Сайгоне коммунистический фронт Вьетминь потерял инициативу, когда для заявленной цели разоружения японцев обеспечил здесь высадку и стратегическое расположение новых оккупантов британских войск, готовивших реставрацию французской колониальной администрации.
Под лозунгом «Землю — крестьянам, фабрики — рабочим!» Нго Ван и его товарищи вместе с местными жителями формировали народные советы и «Рабочую милицию». В «интернациональном духе Лиги» трамвайщики порвали со своим профсоюзом, Всеобщей конфедерацией труда и организовались под чисто красным (без желтой звезды Вьетминя) флагом «своего собственного классового освобождения». Как и другие независимые формирования, они вскоре попали под перекрестный огонь, когда Вьетминь вернулся, чтобы наконец вступить в противоборство с французами.
Когда группа ополченцев Нго Вана была вынуждена после падения под ударами англо-французских интервентов коммуны Сайгона отступить из города, она разъясняла местным крестьянам, что сражается не просто за «изгнание французов, но и [проводя различие с Вьетминем], чтобы избавиться от местных землевладельцев, положить конец принудительному труду на рисовых полях и освободить кули». Если бы не своевременное спасение, Нго Ван, захваченный во время разведки, вероятно, был бы казнен Вьетминем, как его товарищ-геодезист, помогавший крестьянам перераспределить экспроприированные помещичьи владения.
«Преследуемый сюрте в городе и лишенный убежища в сельской местности, где господствует террор либо французский, либо вьетминевский», и страдающий туберкулезом Нго Ван принял весной 1948 года решение сесть на торговое судно, направлявшееся в Марсель.

## «Новые радикальные перспективы» в изгнании
Во Франции Нго Ван нашёл «новых союзников на заводах и не только, среди французов, колонизированных народов и беженцев от гражданской войны в Испании 1936—1939 годов — анархистов и поумовцев [ветеранов Рабочей партии марксистского единства (POUM)], прошедших через опыт, аналогичный нашему. Во Вьетнаме, как и в Испании, мы вели борьбу одновременно на двух фронтах: против реакционной державы и против сталинистской партии, борющейся за власть».
Этим встречам Нго Ван приписывал «новые радикальные перспективы», «навсегда отдалившие» его от «большевизма-ленинизма-троцкизма». Он пришёл к выводу, что оказавшись у власти, "так называемые «рабочие партии» образуют «ядро нового правящего класса и создают не что иное, как новую систему эксплуатации».
Первым политическим домом Нго Вана во Франции был Международный союз рабочих (Union Ouvrière Internationale). После раскола с троцкистской Международной коммунистической партией по поводу её «защиты СССР» как «деформированного рабочего государства», союз поддержал Вана в споре с его эмигрантским сообществом («несмотря на убийство почти всех своих товарищей во Вьетнаме сталинистами», вьетнамские троцкисты приняли лозунг «защиты правительства Хо Ши Мина от атак империализма»).
Нго Ван же в статье, вышедшей под псевдонимом Донг Ву в троцкистской газете Tieng Tho 30 октября 1951 года, утверждал, что свержение Хо Ши Мином марионеточного правительства Бао Дая для рабочих и крестьян Вьетнама означало просто «смену хозяев», тогда как те, у кого в руках оружие, должны бороться за свое действительное освобождение, следуя примеру российских рабочих, крестьян и солдат, образовывавших советы в 1917 году (или немецких рабочих и солдатских советов 1918—1919 годов).
В 1952 году Нго Ван и его партнёрша Софи Моэн присоединились к неформальной группе вокруг «марксолога» Максимилиана Рюбеля, выступившего с трактовкой Маркса как «теоретика анархизма». Он также познакомил Вана с идеями таких современников Маркса, как Сёрен Кьеркегор и Фридрих Ницше.
В 1958 году исследовательский и дискуссионный кружок Нго Вана, позже получивший название Группы коммунистов советов, начал тесно сотрудничать с Анри Симоном в Informations et correances ouvrières, стремившемся объединить рабочих разных предприятий, которые «больше не доверяли традиционным организациям рабочего класса» (Ван вошёл в ядро группы, Regroupement Interenterprises). Их встречи были небольшими, обычно от 10 до 20 участников, но в преддверии 1968 года они начали расти.

## «Красный май» 1968 года в Париже
На волне всеобщей забастовки мая 1968 года во Франции Нго Ван с коллегами на электротехническом заводе участвовал в оккупации своего рабочего места — фабрики Jeumont-Schneider в Париже. С самого начала он отмечал, что курс профсоюзов Всеобщей конфедерации труда (которые формировали ячейку коммунистической партии завода), отвергавших радикальных студентов и других сочувствующих посетителей, обрекал рабочих на изоляцию на своей фабрике. Когда профсоюзные аппаратчики настояли на том, чтобы красный флаг, водружённый рабочими на ворота, были соединён с триколором, Ван воспринял это как сигнал того, что снова станет свидетелем принесения классовых интересов в жертву национальным партийно-политическим амбициям. Это беспокойство, по его мнению, было подтверждено принятием профсоюзами относительно незначительных уступок в «Гренельских соглашениях».
Однако Ван признает, что на его фабрике обсуждение более радикальных требований было в лучшем случае бессистемным. Упоминалось о самоуправлении рабочих, но его коллеги «считали себя неспособными эффективно выполнить такую задачу». Природа современной экономики такова, что демократическое управление представляет собой «всемирную проблему», а не то, что, по их мнению, «невозможно осуществить на отдельном предприятии или даже в пределах одной страны». В общем, «рабочим было мало что сказать».

## Воспоминания и размышления
Нго Ван вышел на пенсию в 1978 году. Остальные годы он посвятил исследованию и передаче истории народной борьбы во Вьетнаме, размышлениям о собственном опыте и увековечиванию памяти погибших друзей и товарищей.
Он освещал годы своего собственного участия как в общем историческом исследовании «Вьетнам 1920—1945: Революция и контрреволюция в условиях колониального господства» (Việt Nam 1920—1945, révolution et contre-révolution sous la domination coloniale, 1996), так и в личных мемуарах «В стране треснувшего колокола: злоключения южного вьетнамца в колониальную эпоху» (Au pays de la cloche fêlée : Tribulations d’un cochinchinois à l'époque colonial, 2000). Вместе с примечаниями ко второму тому автобиографии они были изданы на английском языке под названием In the Crossfire: Adventures of a Vietnamese Revolutionary (2010).
«Флейтист и дядюшка Хо: Вьетнам 1945—2005» (Le joueur de flute et l’oncle Ho — Vietnam 1945—2005, 2005) охватывает десятилетия, прошедшие после его изгнания. Это история консолидации власти Коммунистической партией в «затяжной войне» и открытию ей новой экономики для иностранного капитала.
Последняя завершенная работа Нго Вана, написанная в 2004 году, когда ему был 91 год, была введением в историю крестьянских восстаний в Китае с особым акцентом на их даосском, утопическом и либертарном вдохновении. Вместе с Элен Флери он также выпустил сборник вьетнамских народных сказок для детей.
В 1998 году Нго Ван смог посетить свою родину впервые с 1948 года. Однако, несмотря на все увиденные им свидетельства социально-экономических изменений за предыдущие полвека, ныне Социалистическая Республика Вьетнам оставалась для Нго Вана прежде всего обществом, в котором трудящиеся «все еще не имеют ни коллективной собственности на средства производства, ни времени для размышлений, ни возможности принимать собственные решения, ни средств выражения». На вопрос, почему он так «упорствовал» в стремлении засвидетельствовать историю, Ван отвечал «Потому что мир не изменился».